# 薬缶吊る
薬缶吊る（やかんづる）は、長野県長野地方に伝わる妖怪。ヤカンヅル、ヤカンズルとも表記する。
やかんの姿をした妖怪。夜遅い時間に森の中を歩いていると、木の上からぶら下がって来るといわれる。同様に森の中や山中で木から器物がぶら下がる系統の妖怪は日本各地に伝承があり、青森県のエンツコ下がり、主に西日本に伝わる釣瓶落とし、岡山県のさがり、高知県の茶袋などがある。
なお、木の上から下がってくるので目撃した人は驚くが、特に危害は加えないという説もある。
小説家・山田野理夫による児童向け書籍には、「喉が渇いた」「水が欲しい」という類の言葉を口にすると薬缶吊るが下りてきて、口を付けて中の水を飲むと、甘い味がしたという民話がある（ただし山田野理夫は本来存在しない妖怪伝承を多数創作したことで有名である）。
中国の書『捜神記』には、貧苦に喘ぐ上に家人の死が続いて不幸な家が、占い師の助言に従い、町で鞭を買って桑の木に掛けておいたところ、3年後に井戸がえをした際に大量の銭、銅器、鉄器などが出てきたという話があり、薬缶吊るはこの話に関連しているとの説もある。